# Lett U21-es labdarúgó-válogatott
A Lett U21-es labdarúgó-válogatott Lettország 21 éven aluli labdarúgó-válogatottja, melyet a lett labdarúgó-szövetség irányít.

## U21-es labdarúgó-Európa-bajnokság
| Év        | Eredmény                  | Hely                      | M                         | Gy                        | D*                        | V                         | RG                        | KG                        |
| --------- | ------------------------- | ------------------------- | ------------------------- | ------------------------- | ------------------------- | ------------------------- | ------------------------- | ------------------------- |
| 1978–1994 | A Szovjetunió része volt. | A Szovjetunió része volt. | A Szovjetunió része volt. | A Szovjetunió része volt. | A Szovjetunió része volt. | A Szovjetunió része volt. | A Szovjetunió része volt. | A Szovjetunió része volt. |
| 1996      | Nem jutott ki             | Nem jutott ki             | Nem jutott ki             | Nem jutott ki             | Nem jutott ki             | Nem jutott ki             | Nem jutott ki             | Nem jutott ki             |
| 1998      | Nem jutott ki             | Nem jutott ki             | Nem jutott ki             | Nem jutott ki             | Nem jutott ki             | Nem jutott ki             | Nem jutott ki             | Nem jutott ki             |
| 2000      | Nem jutott ki             | Nem jutott ki             | Nem jutott ki             | Nem jutott ki             | Nem jutott ki             | Nem jutott ki             | Nem jutott ki             | Nem jutott ki             |
| 2002      | Nem jutott ki             | Nem jutott ki             | Nem jutott ki             | Nem jutott ki             | Nem jutott ki             | Nem jutott ki             | Nem jutott ki             | Nem jutott ki             |
| 2004      | Nem jutott ki             | Nem jutott ki             | Nem jutott ki             | Nem jutott ki             | Nem jutott ki             | Nem jutott ki             | Nem jutott ki             | Nem jutott ki             |
| 2006      | Nem jutott ki             | Nem jutott ki             | Nem jutott ki             | Nem jutott ki             | Nem jutott ki             | Nem jutott ki             | Nem jutott ki             | Nem jutott ki             |
| 2007      | Nem jutott ki             | Nem jutott ki             | Nem jutott ki             | Nem jutott ki             | Nem jutott ki             | Nem jutott ki             | Nem jutott ki             | Nem jutott ki             |
| 2009      | Nem jutott ki             | Nem jutott ki             | Nem jutott ki             | Nem jutott ki             | Nem jutott ki             | Nem jutott ki             | Nem jutott ki             | Nem jutott ki             |
| 2011      | Nem jutott ki             | Nem jutott ki             | Nem jutott ki             | Nem jutott ki             | Nem jutott ki             | Nem jutott ki             | Nem jutott ki             | Nem jutott ki             |
| 2013      | Nem jutott ki             | Nem jutott ki             | Nem jutott ki             | Nem jutott ki             | Nem jutott ki             | Nem jutott ki             | Nem jutott ki             | Nem jutott ki             |
| 2015      | Nem jutott ki             | Nem jutott ki             | Nem jutott ki             | Nem jutott ki             | Nem jutott ki             | Nem jutott ki             | Nem jutott ki             | Nem jutott ki             |
| 2017      | Nem jutott ki             | Nem jutott ki             | Nem jutott ki             | Nem jutott ki             | Nem jutott ki             | Nem jutott ki             | Nem jutott ki             | Nem jutott ki             |
| / 2019    | Nem jutott ki             | Nem jutott ki             | Nem jutott ki             | Nem jutott ki             | Nem jutott ki             | Nem jutott ki             | Nem jutott ki             | Nem jutott ki             |
| Összesen  | Csoportkör                | 0/13                      | 0                         | 0                         | 0                         | 0                         | 0                         | 0                         |

## Olimpiai szereplés
| Év       | Eredmény      | Hely          | M             | Gy            | D*            | V             | RG            | KG            |
| -------- | ------------- | ------------- | ------------- | ------------- | ------------- | ------------- | ------------- | ------------- |
| 1996     | Nem jutott ki | Nem jutott ki | Nem jutott ki | Nem jutott ki | Nem jutott ki | Nem jutott ki | Nem jutott ki | Nem jutott ki |
| 2000     | Nem jutott ki | Nem jutott ki | Nem jutott ki | Nem jutott ki | Nem jutott ki | Nem jutott ki | Nem jutott ki | Nem jutott ki |
| 2004     | Nem jutott ki | Nem jutott ki | Nem jutott ki | Nem jutott ki | Nem jutott ki | Nem jutott ki | Nem jutott ki | Nem jutott ki |
| 2008     | Nem jutott ki | Nem jutott ki | Nem jutott ki | Nem jutott ki | Nem jutott ki | Nem jutott ki | Nem jutott ki | Nem jutott ki |
| 2012     | Nem jutott ki | Nem jutott ki | Nem jutott ki | Nem jutott ki | Nem jutott ki | Nem jutott ki | Nem jutott ki | Nem jutott ki |
| 2016     | Nem jutott ki | Nem jutott ki | Nem jutott ki | Nem jutott ki | Nem jutott ki | Nem jutott ki | Nem jutott ki | Nem jutott ki |
| Összesen | Csoportkör    | 0/6           | 0             | 0             | 0             | 0             | 0             | 0             |

## Játékoskeret
A pályára lépések és gólok száma 2019. november 15-én az  Oroszország elleni mérkőzés után lett frissítve.
| Szám | Poszt | Név                    | Születési dátum / Kor          | Válogatottság | Gólok | Klub             |
| ---- | ----- | ---------------------- | ------------------------------ | ------------- | ----- | ---------------- |
|      | K     | Nils Toms Puriņš       | 1998. augusztus 1. (26 éves)   | 6             | 0     | Riga             |
|      | K     | Rihards Matrevics      | 1999. március 18. (25 éves)    | 4             | 0     | Hendon           |
|      | V     | Vladislavs Soloveičiks | 1999. május 25. (25 éves)      | 10            | 0     | Kolosz Kovalivka |
|      | V     | Daniels Balodis        | 1998. június 10. (26 éves)     | 9             | 2     | Daugavpils ()    |
|      | V     | Ivo Minkevičs          | 1999. június 28. (25 éves)     | 8             | 0     | Jelgava          |
|      | V     | Roberts Veips          | 2000. február 22. (25 éves)    | 6             | 0     | Sampdoria        |
|      | V     | Emīls Birka            | 2000. április 25. (24 éves)    | 5             | 0     | METTA/LU         |
|      | V     | Dāvis Dāvids Sprūds    | 1998. december 28. (26 éves)   | 2             | 0     | Victoria Rosport |
|      | V     | Deivids Titovs         | 2000. január 5. (25 éves)      | 2             | 0     | Brentford        |
|      | V     | Dmitrijs Litvinskis    | 1999. augusztus 17. (25 éves)  | 1             | 0     | Ventspils        |
|      | KP    | Aleksejs Saveljevs     | 1999. január 30. (26 éves)     | 13            | 0     | Rende            |
|      | KP    | Jānis Grīnbergs        | 1999. február 28. (26 éves)    | 12            | 0     | Schalke 04 II    |
|      | KP    | Alvis Jaunzems         | 1999. június 16. (25 éves)     | 10            | 0     | Valmiera         |
|      | KP    | Kristaps Liepa         | 1998. március 14. (26 éves)    | 10            | 0     | Valmiera         |
|      | KP    | Daņiils Hvoiņickis     | 1998. április 8. (26 éves)     | 9             | 0     | Jelgava          |
|      | KP    | Kristers Čudars        | 1999. szeptember 3. (25 éves)  | 6             | 0     | Liepāja          |
|      | KP    | Maksims Toņiševs       | 2000. május 12. (24 éves)      | 6             | 0     | Daugavpils       |
|      | KP    | Raivis Skrebels        | 1999. szeptember 26. (25 éves) | 2             | 0     | Spartaks Jūrmala |
|      | CS    | Marks Kurtišs          | 1998. január 26. (27 éves)     | 13            | 0     | Jelgava          |
|      | CS    | Marko Regža            | 1999. január 20. (26 éves)     | 9             | 2     | Daugavpils       |
|      | CS    | Dmitrijs Zeļenkovs     | 2000. május 15. (24 éves)      | 9             | 2     | Empoli           |
|      | CS    | Kaspars Kokins         | 2000. április 26. (24 éves)    | 6             | 1     | Ventspils        |
|      | CS    | Aivars Emsis           | 1998. április 1. (26 éves)     | 5             | 0     | Jelgava          |

## Válogatottsági rekordok
- A még aktív játékosok (félkövérrel) vannak megjelölve.

### Legtöbbször pályára lépett játékosok
| #  | Név                   | Időszak   | Mérkőzés | Gólok |
| -- | --------------------- | --------- | -------- | ----- |
| 1. | Endijs Šlampe         | 2014–2016 | 31       | 0     |
| 1. | Reinis Flaksis        | 2013–2016 | 31       | 1     |
| 3. | Dmitrijs Klimaševičs  | 2014–2016 | 30       | 4     |
| 4. | Andrejs Kiriļins      | 2014–2016 | 29       | 0     |
| 4. | Vladislavs Gutkovskis | 2014–2016 | 29       | 6     |
| 4. | Antonijs Černomordijs | 20??–2018 | 29       | 1     |
| 7. | Jevgēņijs Kazačoks    | 20??–2016 | 27       | 5     |
| 7. | Eduards Tīdenbergs    | 20??–2016 | 27       | 2     |
| 9. | Edgars Vardanjans     | 2011–2014 | 25       | 1     |
| 9. | Kaspars Svārups       | 20??–2016 | 25       | 3     |

### Legtöbb gólt szerző játékosok
| #  | Játékos               | Időszak   | Gól | Vál. |
| -- | --------------------- | --------- | --- | ---- |
| 1. | Edgars Gauračs        | 2009–2009 | 9   | 10   |
| 2. | Deniss Rakels         | 2011–2013 | 13  | 6    |
| 2. | Vladislavs Gutkovskis | 2014–2016 | 29  | 6    |
| 4. | Jevgēņijs Kazačoks    | 2013–2016 | 27  | 5    |
| 5. | Artjoms Rudņevs       | 2009–2009 | 10  | 4    |
| 5. | Dmitrijs Klimaševičs  | 2014–2016 | 30  | 4    |